# Bubba Harris
Burlin Buntster "Bubba" Harris III, né le 7 août 1985 à Palmdale, est un coureur cycliste américain, spécialiste du BMX. Il est notamment champion du monde de BMX en 2005.

## Biographie
Le premier succès en carrière de Bubba Harris remonte à 2004, lorsqu'il a remporté une médaille de bronze dans la course BMX aux mondiaux de Valkenswaard. Dans cette compétition il est devancé par l'Australien Warwick Stevenson et l'Argentin Cristian Becerine. 
Aux mondiaux organisés à Paris un an plus tard, il devient champion du monde de BMX.

## Palmarès

### Championnats du monde
- Valkenswaard 2004
  -  Médaillé de bronze du BMX
- Paris 2005
  -  Champion du monde de BMX

### Coupe du monde
- 2008 : 32e du classement général
- 2009 : 76e du classement général
- 2012 : 53e du classement général